# Svenska lejonet i Narva

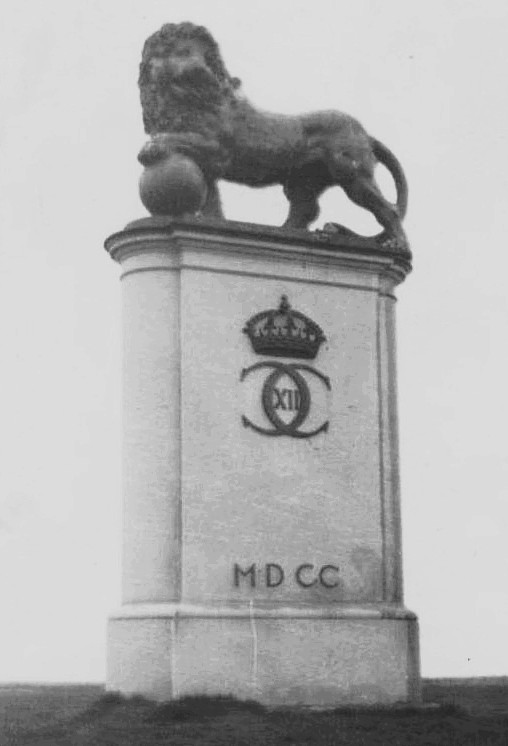
Den första statyn, 1936

Svenska lejonet eller Lejonmonumentet är två statyer uppförda som monument över slaget vid Narva år 1700 uppförd i Narva i Estland.
Den första versionen (en kopia av ett av Stockholms slottslejon) uppfördes vid infarten till staden 1936 men förstördes under andra världskriget. En ny version (en kopia av Konstakademiens Medici-lejon) uppfördes vid floden 2000.

## Den första statyn 1936–1944

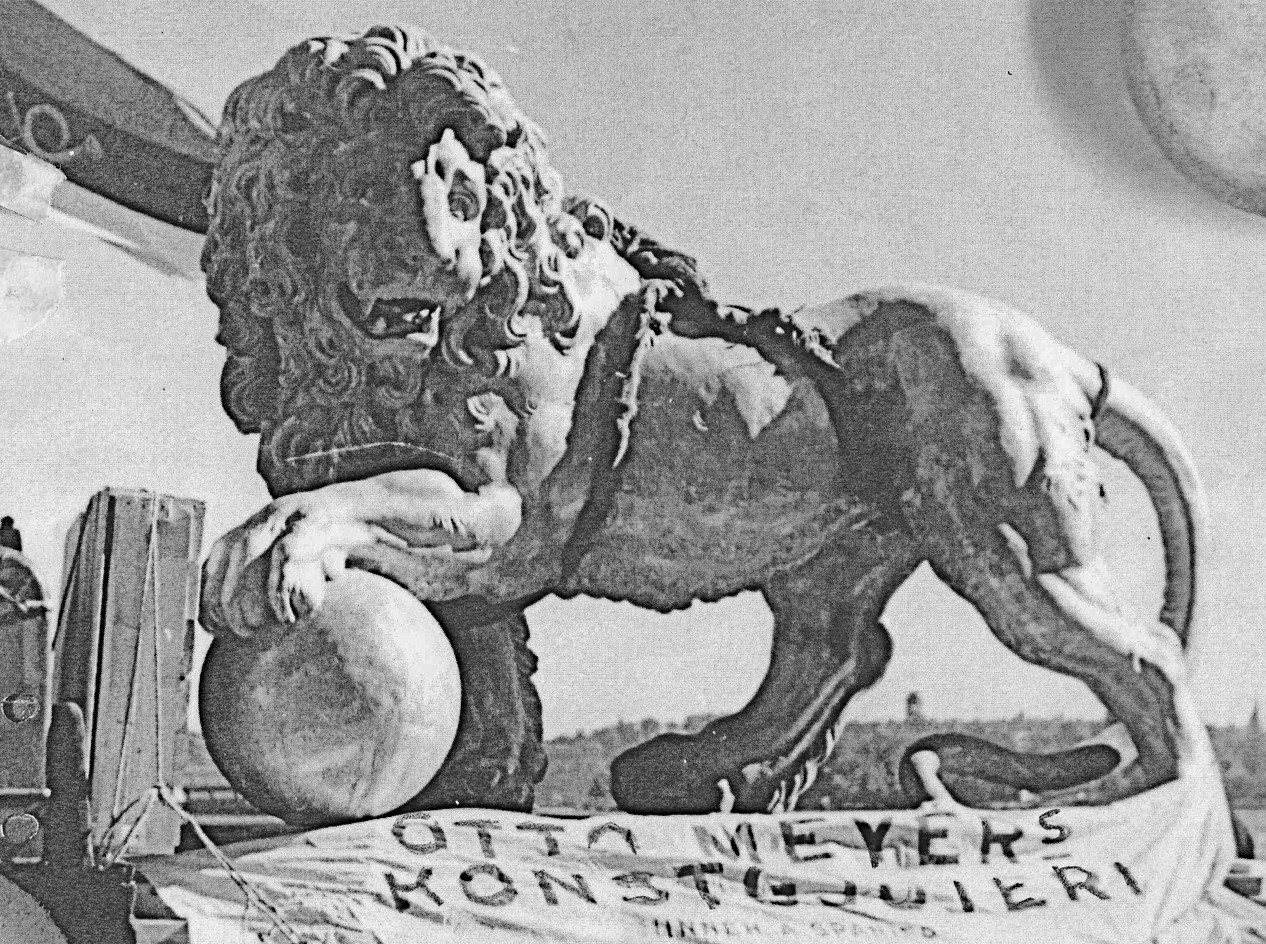
Första lejonet vid avresa till Narva från Stockholm, 1936.

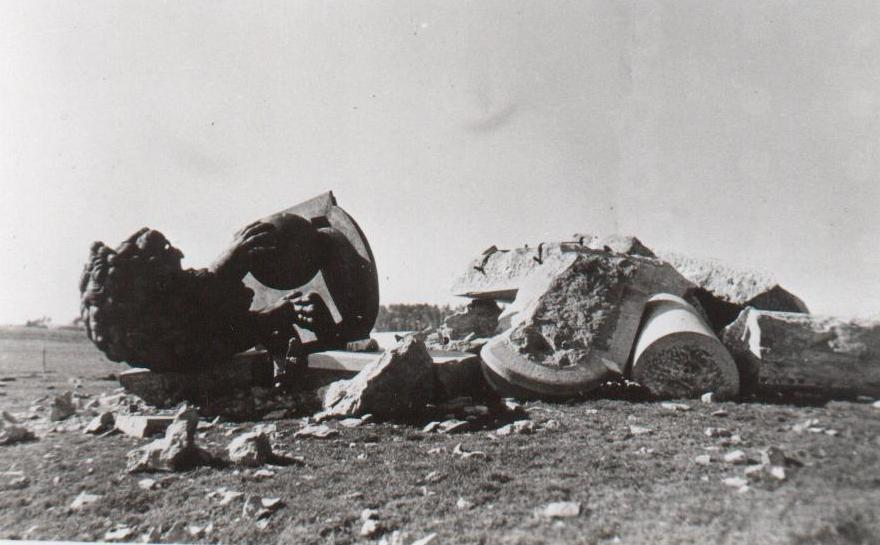
Första statyn förstörd, 1944

Den första statyn var en kopia av det östra Slottslejonet vid Stockholms slott och göts av Meyers konstgjuteri i Stockholm. Monumentet formgavs av professor Ragnar Östberg. Statyn avtäcktes den 18 oktober 1936 av prins Gustaf Adolf på platsen för slagfältet väster om staden (59°23′7″N 28°8′59″Ö / 59.38528°N 28.14972°Ö).
Monumentet finansierades av Narvakommittén som bildats för detta syfte. Ordföranden i kommittén var greve Folke Bernadotte och sekreterare riksantikvarie Sigurd Curman. 
Monumentet träffades av rysk artillerield försommaren 1944 under slaget om Narva och blev eventuellt nedsmält under slutet av den tyska ockupationen av Estland för att den värdefulla metallen skulle komma till användning i den tyska rustningsindustrin. Av den första statyn återstår idag endast en stenhög bredvid E20 vid den västra infarten till Narva.

## Den andra statyn 2000–

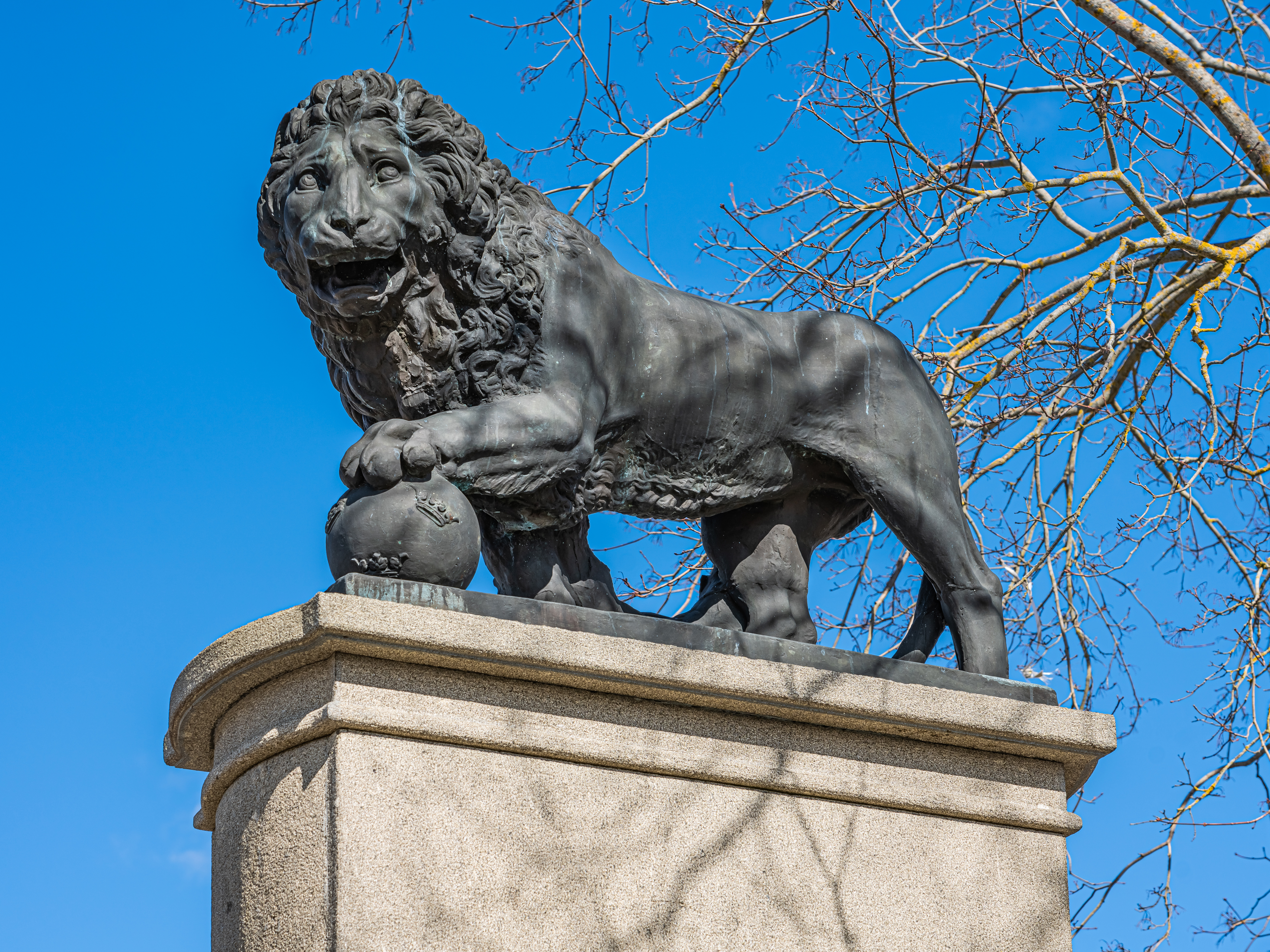
Den andra statyn, 2022

Ett nytt monument avtäcktes av vice statsminister Lena Hjelm-Wallén den 19 november 2000 i samband med 300-årsminnet av slaget vid Narva. Det nya monumentet uppfördes som minnesmärke för alla dem som dog i slaget vid Narva, samt även som minne av slaget i sig och som en markering av nutida samarbete mellan Estland och Sverige.
Det nya monumentet är placerat vid Hermannsborg intill Narvafloden (59°22′27″N 28°12′5″Ö / 59.37417°N 28.20139°Ö) och är en bronsavgjutning av den svenska Kungl Konstakademiens lejon, vilket i sin tur är en tidig kopia av ett av Medici-lejonen. Det är även samma lejon som Bernhard Foucquet hade som utgångspunkt för Slottslejonen. Det nya monumentet är placerat på en granitsockel som liknar den sockel som Ragnar Östberg ritade till den första statyn. På sockeln står på latin SVECIA MEMOR (sv. Sverige Minns) samt MDCC (år 1700).
Det nya svenska lejonet projekterades av Svenska institutet och finansierades av svenskt näringsliv i Estland. Drivande krafter bakom det nya Narvamonumentet var dåvarande borgmästaren i Narva, historikern Eldar Efendijev, och på svensk sida dåvarande kulturchefen på Svenska institutet och tidigare kulturattachén i de baltiska länderna Hans Lepp.